# Deutsche Dreiband-Meisterschaft 1967/68

Veranstaltungsort: Duisburg-Rheinhausen

Die Deutsche Dreiband-Meisterschaft 1967/68 (DDM) war die 34. Ausgabe dieser Turnierserie und fand vom 3. bis 5. November 1967 in Duisburg-Rheinhausen, Nordrhein-Westfalen statt.

## Geschichte und Modus
Das Turnier musste ohne den Titelverteidiger August Tiedtke auskommen, der, entgegen Medienberichten nicht gesperrt war, sondern darauf verzichtete, seinen Titel zu verteidigen. Auch Vorjahresteilnehmer Erich Heinrich trat nicht an, sodass Norbert Witte aus Bottrop und der Frankfurter Heinz Müller nachrückten. Das Turnier wurde offiziell im „Saalbau Grafen“ eröffnet.
Es spielte „Jeder gegen Jeden“ (Round Robin) auf 60 Punkte mit Nachstoß.

## Turnierverlauf

### 1. Runde
Gert Tiedtke, jüngerer Bruder von August Tiedtke, verlor die erste Partie des Tages gegen seinen Teamkameraden Siegfried Spielmann mit 60:54 in 96 Aufnahmen. Der sechsfache Titelgewinner Ernst Rudolph gewann in 82 Aufnahmen mit 60:52 gegen Müller, der Vizemeister blieb hinter seinen Möglichkeiten zurück, und verlor überraschend gegen Turnierneuling Dieter Häring aus Berlin mit 50:60 (82). 

### 2. Runde
In der zweiten Runde gewann Bücken gegen Rudolph mit 60:51 (79), Tiedtke war siegreich gegen den zweiten Berliner, Rudolf Apelt (60:39/69). Fast doppelt so lange brauchte Müller, um sich schließlich knapp mit 60:58 (115) gegen Häring durchzusetzen. Ebenfalls recht lange brauchte Spielmann, um sich in 86 Aufnahmen gegen Witte durchzusetzen. Damit blieb er am ersten Spieltag als Einziger ohne Niederlage und führte die Tabelle mit vier Punkten an, alle anderen Spieler standen mit zwei Punkten auf dem zweiten Platz. 

### 3. Runde
Vom Anfang der dritten Runde am zweiten Spieltag drehte der WDR einen Sendebericht. Apelt konnte sein erstes Spiel des Tages gegen Bücken erfolgreich mit 60:45 (65) bestreiten. Rudolph fing gleich mit dem Turnierrekord im Generaldurchschnitt (GD) von 1,132 an, indem er Häring mit 60:31 in nur 53 Aufnahmen des Tisches verwies.  
Auch für Tiedtke begann der Tag mit einem Sieg über Witte (60:44/70). Spitzenreiter Spielman spielte gegen Müller, der mit seinem Spiel auf Verteidigung erfolgreich war. Bis zum 51. Punkt war das Spiel ausgeglichen und offen. Dann spielte Spielmann nur sichere Bälle und baute seinerseits ein Verteidigungsspiel auf. Diese Strategie war erfolgreich und er war mit 60:53 (88) Sieger und Tabellenführer. 

### 4. Runde
In der folgenden Runde gab es einige Überraschungen. Witte, einziger Spieler ohne Sieg, schlug den zweitplatzierten Rudolph in 86 Aufnahmen mit 60:53. Tiedtke schlug Bücken (60:49/96) und Apelt errang sich gegen Müller in 90 Aufnahmen ein 60:38, er war ebenso wenig wie Rudolph im Vergleich zur Vorrunde in Form.  
Häring lag in seinem Spiel gegen den Titelfavoriten Spielmann bereits mit 42:26 vorne, als dieser erneut sein Verteidigungsspiel aufbaute, gegen das Häring dann doch noch mit 59:60 (101) verlor. Spielmann lag damit ohne Punktverlust mit acht Punkten immer noch an der Tabellenspitze. Ihm folgten Tiedtke (6), Rudolph, Apelt und Müller mit je vier Punkten.  
Letzte der Tabelle waren mit je 2 Punkten Bücken, Häring und Witte. Es waren nur noch zwei Spiele zu bewältigen und Spielmann lag fast unheinholbar vorne, nur wenn er diese beiden verlieren würde und Tiedtke seine gewänne, würde dieser Deutscher Meister werden. 

### 5. Runde
Die fünfte Runde brachte den zweiten Sieg für Witte mit 60:49 (76) gegen Müller. Rudolph spielte sein zweites Match über 1,000 im GD in 55 Aufnahmen mit 60:27. Die Partie des Favoriten Spielmann gegen Bücken endete nach 82 Aufnahmen mit 60:53. Doch auch in dieser Runde gab es eine Überraschung. Tiedtke verlor sein Spiel gegen den siebtplatzierten Häring mit 50:60, was ihn seinen zweiten Platz kostete.  
Rudolph rückte mit sechs Punkten an die zweite Stelle. Auf Platz drei war Tiedtke mit ebenfalls sechs Zählern, aber dem schlechteren GD. Der letztplatzierte Witte rückte auf den vierten Platz vor. 

### 6. Runde
Im Spiel Müller gegen Bücken gewann Müller nach 100 Aufnahmen mit 60:50. Nach drei hintereinander gewonnenen Spielen blieb die Hoffnung für Witte auf ein viertes unerfüllt. Er unterlag Häring mit 60:53 (92). 
Im Spiel um den zweiten Tabellenplatz konnte Billard-Artistique-Spieler Tiedtke gegen Altmeister Rudolph mit 60:43 deutlich gewinnen und erhielt seinen zweiten Platz erneut zurück. 
Das entscheidende Spiel Spielmann gegen Apelt wurde nach genau 40 Minuten die kürzeste Partie des Turniers. Nach 35 Aufnahmen stand es 40:48 für Apelt. Anschließend konnte sich  Spielmann erneut durchsetzen (60:48). Damit war er  vorzeitig zum ersten Mal Deutscher Meister im Dreiband. 

### 7. Runde
Die siebte und damit letzte Runde blieb trotz der bereits entschiedenen Meisterschaft nicht ohne Spannung, da die Platzierungen über die Teilnahme an internationalen Turnieren (z. B. Dreiband-Weltmeisterschaft 1968 in Düren) entschied. Zwischen Apelt und Häring kam es zu einem „Berliner Match“, das der Erstgenannte von den Berliner Billardfreunden (Bfr.) 54 gegen den für den BC Süden Berlin Spielenden mit 60:50 (86) gewann. Bücken gewann mit 60:51 (76) gegen Witte, weshalb Häring in letzter Sekunde auf dem letzten Platz landete.
In der Prestigepartie zwischen Rudolph und Spielmann brachte der Kölner Rudolph dem für Düsseldorf spielenden führenden Spielmann zum Schluss des Turniers dann doch noch seine einzige Niederlage bei. Rudolph gewann mit 60:49 (66) und hatte damit noch eine Chance auf die Vizemeisterschaft. Entscheidend hierfür war das Spiel zwischen Tiedtke, dem bereits ein Unentschieden reichte, und Müller. Für beide ging es um den Einzug in die Sonderklasse (1.–3. Platz) des Dreiband, die über die Platzierung bei den folgenden Turnieren entschied. Ausgerechnet hier patzte Tiedtke und musste nun die Berechnung des GD durch den Turnierleiter Lothar Götting abwarten, da Rudolph, Müller und er punktgleich lagen. Tietge kam jedoch mit einem Vorsprung von 0,087 auf den dritten Platz. Trotz seines zweiten Platzes nahm Rudolph alle Turnierrekorde mit nach Hause, Vizemeister Bücken landete im Endklassement jedoch nur auf dem vorletzten Platz.

## Abschlusstabelle
| MP    | Match Points (Sieger = 2; Unentschieden = 1; Verlierer = 0) |
| Pkte. | Erzielte Karambolagen                                       |
| Aufn. | Benötigte Versuche                                          |
| GD    | Generaldurchschnitt                                         |
| BED   | Bester Einzeldurchschnitt eines Spielers                    |
| HS    | Höchstserie                                                 |
|       | Bester GD des Turniers                                      |
|       | Bester ED des Turniers                                      |
|       | Beste HS des Turniers                                       |
|       | 1. Platz (Gold)                                             |
|       | 2. Platz (Silber)                                           |
|       | 3. Platz (Bronze)                                           |

| Endklassement              | Endklassement                    | Endklassement | Endklassement | Endklassement | Endklassement | Endklassement | Endklassement |
| Platz                      | Name                             | MP            | Pkte          | Aufn.         | GD            | BED           | HS            |
| -------------------------- | -------------------------------- | ------------- | ------------- | ------------- | ------------- | ------------- | ------------- |
| 1                          | Siegfried Spielmann (Düsseldorf) | 12:2          | 409           | 560           | 0,730         | 1,052         | 7             |
| 2                          | Ernst Rudolph (Köln)             | 8:6           | 390           | 494           | 0,789         | 1,132         | 8             |
| 3                          | Gert Tiedtke (Düsseldorf)        | 8:6           | 391           | 549           | 0,712         | 0,869         | 7             |
| 4                          | Heinz Müller (Frankfurt/Main)    | 8:6           | 394           | 630           | 0,625         | 0,759         | 7             |
| 5                          | Norbert Witte (Bottrop)          | 6:8           | 379           | 583           | 0,650         | 0,789         | 7             |
| 6                          | Rudolf Apelt (Berlin)            | 6:8           | 331           | 518           | 0,638         | 0,923         | 7             |
| 7                          | Joseph Bücken (Aachen)           | 4:10          | 367           | 580           | 0,632         | 0,789         | 7             |
| 8                          | Dieter Häring (Berlin)           | 4:10          | 370           | 612           | 0,604         | 0,731         | 7             |
| Turnierdurchschnitt: 0,669 |                                  |               |               |               |               |               |               |